# Ernesto Sabato

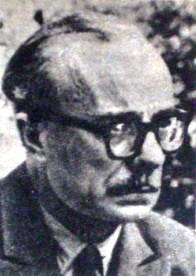
Ernesto Sabato

Ernesto Sabato (* 24. Juni 1911 in Rojas; † 30. April 2011) war ein argentinischer Schriftsteller, Wissenschaftler und Maler.

## Leben
Ernesto Sabato wurde 1911 als zehntes von elf Kindern eines italienischen Einwandererpaares, Francisco Sabato und Juana María Ferrari, in Rojas in der Provinz Buenos Aires geboren. Der Vater stammte aus Fuscaldo und die Mutter aus San Martino di Finita, einer Gemeinde in der Arbëresh. In La Plata besuchte er Schule und Universität (Universidad Nacional de La Plata); seine Studien aus Physik und Mathematik schloss er 1938 mit dem Doktortitel ab. Vor dem Zweiten Weltkrieg lebte er längere Zeit in Paris, wo er eine existentielle Krise durchmachte; erst 1935 kehrte er nach Argentinien zurück. Mit 28 Jahren war er bereits Universitätsprofessor für Theoretische Physik am Instituto de Física der Universidad de la Plata und arbeitete am Laboratoire Curie in Paris sowie am Massachusetts Institute of Technology über Atomphysik, bis er diese Facette seines Wirkens 1945 endgültig aufgab.
Sabato arbeitete fortan als Übersetzer und war kurze Zeit bei der UNESCO tätig. 
Auf Wunsch von Präsident Raúl Alfonsín wurde Sabato 1983 Vorsitzender der Kommission zur Aufdeckung der Verbrechen der Militärdiktatur (CONADEP), welche die Verbrechen der argentinischen Militärdiktatur von 1976 bis 1983 untersuchte und 1984 den auch Sabato-Bericht („Informe Sabato“) genannten Dokumentationsband Nunca más („Nie wieder“) veröffentlichte.
1984 erhielt er den Cervantespreis und die Bibliothek des Cervantes Intézet Budapest wurde nach ihm benannt. In späteren Jahren betätigte er sich hauptsächlich als Maler. Im Alter erblindete Sabato fast vollständig.

## Interpretation
Sein Roman Sobre Héroes y Tumbas (Über Helden und Gräber) gilt als einer der bedeutendsten Romane der argentinischen Literatur des 20. Jahrhunderts.

## Ehrungen
- 1976 Prix du Meilleur livre étranger für Abaddón el Exterminador
- 1984 Premio Miguel de Cervantes
- 1989 Jerusalempreis für die Freiheit des Individuums in der Gesellschaft

## Werke (Auswahl)

### Romane
- El Túnel. 1948.
  - deutsche Übersetzung: Der Tunnel, Wagenbach, Berlin 2010, ISBN 978-3-8031-2639-9.
- Sobre Héroes y Tumbas. 1961. 
  - deutsche Übersetzung: Über Helden und Gräber, Nymphenburger 1999, ISBN 3-485-02418-X.
- Abaddón el Exterminador. 1974
  - deutsche Übersetzung: Abaddon, Limes, Wiesbaden und München 1980, ISBN 3-8090-2161-X

### Essays
- Uno y el Universo.
- Hombres y Engranajes, 1951
- Heterodoxia.
- El caso Sábato. Torturas y libertad de prensa. Carta Abierta al General Aramburu.
- El otro rosto del peronismo. 1956 Carta Abierta a Mario Amadeo.
- El escritor y sus fantasmas.
  - deutsche Übersetzung: Die unbesiegten Furien. Limes, Wiesbaden 1991, ISBN 3-8090-2298-5
- Tango, discusión y clave.
- Romance de la muerte de Juan Lavalle. Cantar de Gesta.
- Pedro Henríquez Ureña
- Tres aproximaciones a la literatura de nuestro tiempo: Robbe - Grillet, Borges, Sartre.
- Eduardo Falú (mit León Benarós).
- Diálogos (mit Jorge Luis Borges, herausgegeben von Orlando Barone).
- Apologías y Rechazos.
- Los libros y su misión en la liberación e integración de la América Latina.
- Entre la letra y la sangre. Conversaciones con Carlos Catania.
  - deutsche Übersetzung: Zwischen Schreiben und Leben. Gespräche mit Carlos Catania. waldgut verlag, Frauenfeld 1998, ISBN 3-7294-0258-7.
- Antes del fin, 1998 Memorias.
- La Resistencia, 2000
- Sartre gegen Sartre. Drei Essays. Limes, Wiesbaden 1974, ISBN 3-8090-2051-6.

### Andere Arbeiten
- Nunca más. Seix Barral, Barcelona u. a. 1985, ISBN 84-322-4002-8. Es existieren auch englisch- und deutschsprachige Übersetzungen.